# Răzvan Constantin Păunescu
Răzvan Constantin Păunescu (n. 27 noiembrie 1978 în București) este un fotbalist român care a evoluează pe poziția de fundaș.

## Cariera
Răzvan Constantin Păunescu este un produs al Centrului de Copii și juniori al Sportului Studențesc el avându-l antrenor pe Dan Apolzan care este în prezent Directorul Școlii Naționale de Antrenori din cadrul F.R.F.
A evoluat atât în Liga 1 cât și în Liga 2 alături de jucători consacrați precum Răzvan Stanca, Bogdan Pătrașcu, Ionuț Mazilu, Gigel Bucur, Petre Marin, Răzvan Lucescu, Radu Niculescu, Gigel Coman, Gabriel Caramarin, Marius Lăcătuș, Robert Tufisi, Nicolae Diță.
A reușit o promovare în Liga 1 cu Sportul Studențesc și tot cu Sportul Studențesc în același an a jucat o semifinală de Cupa României pierdută împotriva lui Dinamo București.

Cluburile la care a activat până în prezent: 
România Liga 1: - F.C. Sportul Studențesc
```
                           - F.C. Național București
```

România Liga 2: - F.C. Sportul Studențesc
```
                           - F.C. Intergaz București
                           - F.C. Juventus București
                           - F.C. Prefab Modelu Călărași
                           - F.C. Snagov
```

Armenia Premier League: F.C. Gandzasar Kapan
Slovenia Prva Liga: N.K. Domzale